# Yvonne Bollmann
Pour les articles homonymes, voir Bollmann.
Yvonne Bollmann, née en 1946, est une germaniste et essayiste française.
Autrice d'essais dénonçant une supposée « menace allemande », elle enseigne à l'université Paris XII.

## Biographie
Yvonne Bollmann naît en 1946,.
Elle défend une thèse sur Rudolf Kassner (en) en 1981 à l'université Paris-Sorbonne sous la direction de Claude David. Elle enseigne par la suite à université Paris-XII comme maître de conférences.

## Travaux

### Publications
Elle publie La Tentation allemande en 1998 qui reçoit un accueil contrasté. Emmanuel Tronel-Peyroz du Monde diplomatique le qualifie d'« indispensable si l’on veut comprendre les convulsions qui agitent l’Europe ». Dominique Lagarde de L'Express le décrit comme un « livre très polémique ». Lorraine Millot de Libération le qualifie de « petit pamphlet tellement outré et loin du réel qu'on croyait bon de ne pas trop attirer l'attention sur lui », de « délire sur la « menace allemande » » dans lequel « le lecteur ne retiendra de ces deux livres que préjugés et condamnations à l'emporte-pièce ». Stephan Martens la classe alors dans les « auteurs ne faisant pas dans la demi-mesure en accusant une Allemagne arrogante et menaçante de renouer, à l’en croire, avec une politique impériale » aux côtés d'Alain Griotteray et de Michel Meyer.
Elle publie La Bataille des langues en Europe en 2001. Maurice Blanc y voit une théorie du complot dans laquelle « l'accumulation de faits et de citations, sortis de leur contexte et interprétés à travers un prisme déformant, peut donner une impression fallacieuse de scientificité et ébranler les lecteurs non-avertis ».

### Thèses défendues
Ses travaux font écho, selon Charles Saint-Prot, à l'ouvrage Von Krieg zu Krieg de Walter von Goldenbach et Hans-Rüdiger Minow selon lequel « l'Allemagne (...) traverse une crise d'expansion dont le pendant est une politique étrangère de plus en plus agressive ».
Ses idées sont critiquées par plusieurs universitaires. Le germaniste Stephan Martens la classe dans « ces quelques auteurs qui se basent sur de prétendues continuités historiques pour présenter une Allemagne sombre et inquiétante. L’Allemagne, en tant que telle, leur pose un problème existentiel » aux côtés d'Alain Griotteray. Le sociolinguiste Philippe Blanchet critique son idée selon laquelle la Charte européenne des langues régionales ou minoritaires aurait une origine allemande, et indique que « cela relève plutôt de la rumeur ou de la manipulation idéologique ».

## Collaborations
Elle collabore avec plusieurs supports médiatiques comme l'Observatoire du communautarisme, Atlantico, Riposte laïque, ou Le Canard républicain.

## Publications
- Yvonne Bollmann, La tentation allemande, Paris, Éditions Michalon, coll. « Essai », 1998, 194 p. (ISBN 978-2-84186-089-0, OCLC 743058665)[2],[15]
- Yvonne Bollmann, La Bataille des langues en Europe, Paris, Éditions Bartillat, coll. « Essai », février 2001, 174 p. (ISBN 978-2-84100-248-1, OCLC 988902446)[2],[1],[16]
- Yvonne Bollmann, Ce que veut l'Allemagne, Paris, Éditions Bartillat, coll. « Essai », janvier 2003, 161 p. (ISBN 978-2-84100-301-3, OCLC 401741382)[2].